# Арахнофобија (филм)
Арахнофобија (енгл. Arachnophobia) је амерички хорор филм из 1990. године, режисера Френка Маршала са Џефом Данијелсом, Харли Џејн Козак и Џоном Гудманом у главним улогама. У центру радње филма је новооткривена врста венецуеланских паука, који бивају транспортовани у мали амерички град, где почињу да убијају једног по једног становника.
Филм је био номинован за пет Награда Сатурн, од чега је освојио две, у категорији најбољег хорор филма и за најбољег главног глумца (Џеф Данијелс). Многи критичари су вршили поређења са популарним филмовима о инвазији ванземаљаца, с тим што овде нису ванземаљци ти који нападају, већ пауци. Роџер Иберт је оценио филм са 3/4 звездице, док су га критичари са сајта Rotten Tomatoes оценили са 92%. Филм је остварио и комерцијални успех, зарадивши преко 53 милиона долара. У првим недељама своје премијере, налазио се међу прва три филма, по броју продатих улазница, заједно са Умри мушки 2 и Духом.

## Радња
Вршећи истраживања по Амазонији, ентомолог др Џејмс Атертон проналази нову врсту паука и узима неколико јединки како би наставио њихово испитивање у својој лабораторији у Калифорнији. Испоставља се да су пауци изразито отровни и да се веома брзо размножавају. Пре него што било ко то схвати пауци праве легло на имању доктора Џенингса, који пати од арахнофобије, и почињу да убијају једног по једног становника малог калифорнијског града.

## Улоге
| Глумац           | Улога             |
| ---------------- | ----------------- |
| Џеф Данијелс     | др Рос Џенингс    |
| Харли Џејн Козак | Моли Џенингс      |
| Џон Гудман       | Делберт Маклинток |
| Џулијан Сендс    | др Џејмс Атертон  |
| Брајан Макнамара | Крис Колинс       |
| Џејмс Ханди      | Милт Бригс        |
| Питер Џејсон     | Хенри Бичвуд      |
| Хенри Џоунс      | др Сем Меткалф    |
| Франсес Беј      | Евелин Меткалф    |
| Марк Л. Тејлор   | Џери Манли        |
| Рој Броксмит     | Ирв Кендал        |
| Кети Кини        | Блер Кендал       |
| Стјуарт Панкин   | шериф Лојд Парсон |
| Мери Карвер      | Маргарет Холинс   |
| Марлен Кац       | Шели Џенингс      |